# 2010年科特迪瓦总统选举
2010年科特迪瓦总统选举于2010年10月31日与11月28日分两轮举行。第二轮中的两位竞争对手分别为现任总统洛朗·巴博与反对派领导人阿拉萨内·瓦塔拉（Alassane Ouattara）。
12月2日，独立选举委员会（Commission Électorale Indépendante）宣布瓦塔拉在大选中获胜。然而次日，科特迪瓦宪法委员会（Conseil Constitutionnel）表示由于在七个北方地区发现选举违规行为，因而废除那些地区的选举结果，从而推翻选举委员会的决定，宣布洛朗·巴博获得连任。对此结果，瓦塔拉表示拒绝并说他已当选总统。
而联合国秘书长潘基文也在一份声明中对瓦塔拉表示支持，声明中他敦促巴博总统“尽他的责任”，并且“为顺利的政治过渡给予合作”。
後來，這場爭議引發了第二次象牙海岸內戰，並導致了超過3000人的失蹤與死亡。後來內戰以巴博於2011年4月11日被逮捕告終，並且瓦達哈於5月宣誓就職象牙海岸總統。